# Alf Bachmann
Alfred („Alf“) August Felix Bachmann (* 1. Oktober 1863 in Dirschau; † 1. November 1956 in Ambach am Starnberger See) war ein deutscher Maler.

## Leben
Bachmann kam als Sohn des Geheimen Regierungsrats Franz Bachmann und der Valerie Cords zur Welt. Er besuchte Gymnasien in Breslau, Münster, Schnepfenthal und Berlin. An der Kunstakademie Königsberg war er Schüler von Max Schmidt. Studienreisen führten ihn auf die Nordseeinseln Juist und Sylt (seit 1905), nach St. Peter in Eiderstedt (1915 bis 1924) und nach Föhr (seit 1925), nach Le Havre (1882), Schweden (1885), Spitzbergen (1889), auf die Färöer und nach Island (1890), auf die Scilly-Inseln, in die Normandie, nach Portugal, Teneriffa, Ägypten (1911 und 1914) und Patagonien (1920). Es folgten Reisen nach Spanien (1926 und 1939), nochmals nach Schweden und nach Gotland. Von allen Reisen brachte Bachmann kleine Ölskizzen, Skizzenblätter und Skizzenbücher mit, die ihm als Vorlagen zu Ölgemälden dienten.
Von 1891 an lebte er in München und dort mit seiner Familie in der Mandlstraße 1c; sein Atelier hatte er in der Leopoldstraße 87. Seit jenem Jahr gehörte zum Freundeskreis des Poeten und Schriftstellers Otto Julius Bierbaum.  Ab 1941 war sein Wohnsitz in Ambach am Starnberger See.
Alfred Bachmann hatte am 3. Januar 1893 Gertrud geborene Krieger geheiratet und nach deren Tod Christine geborene Andresen. Aus beiden Ehen gingen mehrere Kinder hervor, von denen der älteste Sohn Jan Bachmann 1915 im Ersten Weltkrieg fiel.
Ab 1887 stellte er regelmäßig im Münchner Glaspalast aus. Um 1903 wurde Bachmann in von Otto Erich Hartleben gestifteten „Halkyonische Akademie für unangewandte Wissenschaften“ berufen. Er fertigte das letzte Porträt Hartlebens „auf dem Totenbette“, veröffentlicht als Sonderveröffentlichung der Akademie als Letzter Gruß. 1938 war Bachmann auf der Großen Deutschen Kunstausstellung in München mit dem Pastell „Septembermorgen, Helgoland“ vertreten, welches Hitler für 1000 RM erwarb. Weitere Beteiligungen an der Großen Deutschen Kunstausstellung waren: 1939 mit „Hafeneinfahrt Pasajes, Nordspanien“ (Kauf Kulturamt München 2500 RM), 1940 mit „Sonnenaufgang“ und „An der Biskaya“ (Kauf Hitler für 2800 RM, heute im Deutschen Historischen Museum, Sammlung Haus der Deutschen Kunst), 1941 „Nordsee“ (Kauf Stadt Dirschau 4000 RM), 1942 „Ferne Hallig“ und „Nordfriesisches Wattenmeer“ und 1943 „An der Emsmündung“ (Kauf Joseph Goebbels 5000 RM).
Sein Werk umfasst überwiegend Darstellungen von Küstenlandschaften, aber auch Moor- und Dünenlandschaften. Sein bevorzugtes künstlerisches Medium war das Pastell. Seine Werke befinden sich in mehreren öffentlichen Sammlungen.

## Ausstellungen (Auswahl)
- 1993–94: Wanderausstellung Alf Bachmann. Maler der Küsten und Meere.
  - Nordfriesisches Museum Nissenhaus (heute Nordfriesland Museum. Nissenhaus Husum), Husum
  - Stadtgalerie Alte Post, Westerland / Sylt
  - Kunsthalle Otto Flath, Bad Segeberg
  - Orangerie Schloss Glücksburg
  - Museum Langes Tannen, Uetersen
  - Heimatmuseum Heiligenhafen, Heiligenhafen
- 2001: Alf Bachmann (1863–1956) Maler der Küsten und Meere. Leihgaben der Stiftung Schleswig-Holsteinische Landesmuseen Schloss Gottorf und des Nordfriesischen Museums Nissenhaus Husum. Eiderstedter Heimatmuseum, St. Peter-Ording

## Ehrungen
- 1913: Goldmedaille Glaspalast Berlin
- 1917: Große Goldene Österreichische Staatsmedaille für Kunst und Wissenschaft
- Goethe-Medaille für Kunst und Wissenschaft
- 1952: Verdienstkreuz (Steckkreuz) der Bundesrepublik Deutschland